# آنژیوادم
آنژیوادم (به انگلیسی: Angioedema) عبارت است از ادم پوست، بافت زیر جلدی، مخاط و زیر مخاط. آنژیوادم بسیار شبیه کهیر است ولی بافت‌های عمقی‌تری را درگیر می‌سازد. در گذشته به آن ادم آنژیونوروتیک نیز می‌گفتند.

## بیماری‌زایی
اغلب بیماری به دلیل حساسیت (مثلاً به گرده گل، نیش حشرات یا برخی مواد غذایی) ایجاد می‌شود ولی ممکن است عارضه جانبی برخی از داروها از جمله مهارکننده‌های آنزیم تبدیل‌کننده آنژیوتانسین (ACE inhibitors) یا ارثی (اتوزومال غالب) باشد.

## علائم بالینی
معمولاً صورت، لب‌ها، دهان و زبان در عرض چند دقیقه تا چند ساعت متورم می‌شوند. گاه دست‌ها، حلق و دستگاه گوارش نیز درگیر می‌شوند. ممکن است ادم همراه با خارش باشد که کمتر از کهیر است.

## درمان
اگر آنژیوادم در حلق و مسیر راه‌های هوایی اتفاق بیفتد به دلیل احتمال انسداد تنفسی یک اورژانس پزشکی است. درمان با لوله گذاری تراشه (انتوباسیون)، اپی نفرین، کورتیکواستروئید و پلاسمای تازه منجمد شده (FFP) است.